# Megobaralipton kalimantanum
Megobaralipton kalimantanum is een keversoort uit de familie van de boktorren (Cerambycidae). De wetenschappelijke naam van de soort werd voor het eerst geldig gepubliceerd in 2001 door Komiya & Makihara.